# Baarmoederhalskanker
Baarmoederhalskanker of cervixcarcinoom is een van de weinige vormen van kanker die in vrijwel alle gevallen veroorzaakt wordt door een virus, te weten HPV (humaan papillomavirus). Er zijn meer dan 100 soorten van het virus. De types HPV 16 en HPV 18 veroorzaken 70% van de gevallen van baarmoederhalskanker.
Virussen worden normaal gesproken door het lichaam onschadelijk gemaakt. HPV is echter bijzonder goed aangepast aan zijn gastheer, de mens, waardoor het minder snel wordt opgemerkt door het immuunsysteem. Wanneer het niet wordt opgemerkt bestaat er (bij sommige HPV-typen) de kans dat het DNA wordt ingebouwd in de cel van de mens. Hierdoor worden er twee genen vooral beïnvloed: het p53-gen en het pRb-gen. Deze twee genen, tumorsuppressorgenen, onderdrukken normaal gesproken de celdeling.
De aandoening ontstaat in de zogenaamde 'overgangszone' tussen het cilinderepitheel dat de binnenkant van het cervixkanaal bekleedt en het plaveiselepitheel dat de buitenkant van de cervix en de vaginawand bedekt. Voor er sprake is van een echte maligniteit is er een jarenlang stadium van premaligne veranderingen die kunnen worden opgespoord en relatief eenvoudig behandeld.

## Risicofactoren
- roken; is de belangrijkste cofactor voor het ontstaan van kanker in het genitale gebied. Vrouwen die roken hebben een anderhalfmaal hogere kans op het ontwikkelen van baarmoederhalskanker.[2]
- DES (DES-dochters); DES-dochters lopen een tweemaal zo groot risico op het krijgen van de ziekte.[3]
- hiv; in de westerse wereld hebben hiv-positieve vrouwen een grotere kans op het krijgen van baarmoederhalskanker. Dit geldt met name voor vrouwen die drugs injecteren.[2]
- verminderde afweer: dit kan ontstaan bij langdurig gebruik van medicijnen die de afweer onderdrukken (bijvoorbeeld corticosteroïden en TNF-alfa-remmers) of ten gevolge van een zeldzame erfelijke afwijking (bijvoorbeeld een primaire immuundeficiëntie)[4]
- de anticonceptiepil; de kans dat men baarmoederhalskanker ontwikkelt, wordt een fractie groter: Als men in de leeftijd van ongeveer 20 tot 30 jaar de pil gebruikt dan stijgt het voorkomen van de ziekte tegen de tijd dat men 50 is, van 3,8 naar 4,5 per 1000 personen.[5]
- meerdere zwangerschappen; 5 of meer voldragen zwangerschappen verdubbelen het risico vergeleken met 1 of 2 voldragen zwangerschappen.[5]
- aantal seksuele partners; indien het er 6 of meer zijn dan verdrievoudigt het risico, vergeleken met vrouwen die 1 seksuele partner hebben (gehad).[5]
- leeftijd eerste geslachtsgemeenschap; is die lager dan 18 jaar, dan is het risico 2.2 maal groter, vergeleken met ouder dan 21.[5]
- dieet/voedsel; met name groene groente (kool, spruiten, broccoli e.d.) zouden het risico verlagen.[2]
- Chlamydia verhoogt waarschijnlijk het risico op baarmoederhalskanker.[6]

Meer onderzoek is nodig om uit te vinden hoe groot dat risico is.
Condoomgebruik beschermt beperkt tegen een HPV-infectie omdat het ook door huidcontact overgedragen kan worden, in een studie was de kans op HPV 70% lager door het gebruik van condooms. Het risico op baarmoederhalskanker is lager bij vrouwen waarvan de man besneden is.

## Profylactische vaccinatie
Profylactische HPV-vaccinatie is gericht op de preventie van een HPV-infectie en daarmee het voorkomen van ziekte, met name de voorstadia van baarmoederhalskanker. De HPV-vaccinatie richt zich op twee oncogene HPV-types, type 16 en 18, die verantwoordelijk zijn voor de meeste gevallen van baarmoederhalskanker.
Momenteel zijn 2 vaccins (Gardasil en Cervarix) beschikbaar, die tot doel hebben cervixcarcinomen te voorkomen. HPV-vaccinatie maakt gebruik van VLP’s (virus-like particles) die zijn gebaseerd op het L1-capside-eiwit van bovengenoemde HPV-types. Aangezien deze VLP’s alleen uit capside-eiwit bestaat, bevatten deze niet het virale DNA-genoom en zijn ze niet infectieus. Wat betreft antigeniciteit en morfologie lijken deze deeltjes wel sterk op de normale virusdeeltjes. Deze eigenschappen maken VLP’s uitermate geschikt om te gebruiken in een vaccin. Aangezien het capside-eiwit per HPV-type anders is, zijn de VLP’s (en hiermee dus ook de vaccins) typespecifiek. Onderzoek laat zien dat HPV-vaccinatie premaligne afwijkingen aan de baarmoederhals kan voorkomen.
De antistoftiters die door profylactische vaccinatie bereikt worden, liggen 20 tot wel 100 maal boven het niveau van natuurlijke infectie. Na een follow-up van ruim vijf jaar is nog steeds een zeer goede immuunrespons aantoonbaar. Er lijkt zich een plateaufase te ontwikkelen. Indien deze plateaufase inderdaad langdurig aanwezig blijft, zou dit kunnen inhouden dat een boosterinjectie ter activatie van het immuunsysteem overbodig zal zijn.

### Preventie en vaccinatie in Nederland
In Nederland wordt een bevolkingsonderzoek naar baarmoederhalskanker uitgevoerd, waarvoor vrouwen tussen de 30 en 60 jaar in aanmerking komen. Hierbij wordt om de vijf jaar met een klein plastic borsteltje of spateltje wat slijm met cellen van de baarmoedermond afgeschraapt en daarna op een glaasje uitgestreken, vandaar de term ‘uitstrijkje’. Sommige laboratoria echter onderzoeken tegenwoordig het materiaal dat met het borsteltje in een speciale vloeistof is verzonden, waaraan geen strijkglaasje meer te pas komt. Het doel van het onderzoek is om baarmoederhalskanker en voorstadia daarvan zo vroeg mogelijk op te sporen en tijdig te behandelen.
Sinds 2017 is de opzet van het Bevolkingsonderzoek Baarmoederhalskanker gewijzigd. Het uitstrijkje wordt voortaan eerst getest op typen van het humaan papillomavirus die een hoog risico geven op het ontstaan van baarmoederhalskanker (hrHPV). Alleen als de hrHPV-test positief is, vindt op het uitstrijkje cytologie (celonderzoek) plaats. Een colposcopie vindt plaats bij een positieve hrHPV-test in combinatie met Pap 2 of hoger. Een negatieve hrHPV-test geeft een langdurig lage kans op baarmoederhalskanker; daardoor hoeven hrHPV-negatieve vrouwen geen uitstrijkje meer te laten maken bij 45 en 55 jaar. Voor de hrHPV-test wordt ook een zelfafnameset aangeboden.
Op 1 april 2008 adviseerde de Gezondheidsraad aan minister Ab Klink van Volksgezondheid, dat meisjes van 12 jaar voortaan moeten worden ingeënt tegen baarmoederhalskanker waarbij de al langer bestaande screening ongewijzigd blijft. De kosten van een dergelijke vaccinatie zijn hoog, maar op termijn kunnen jaarlijks enkele honderden gevallen van baarmoederhalskanker worden voorkomen en ruim honderd sterfgevallen, stelt de raad.
Op dinsdag 9 juli 2008 werd bekend dat de minister van Volksgezondheid (Ab Klink) het advies van de Gezondheidsraad overneemt. Het vaccin wordt opgenomen in het Rijksvaccinatieprogramma (RVP) en er zal op basis van vrijwilligheid worden gevaccineerd. Ook heeft de minister besloten een inhaalcampagne uit te voeren voor meisjes die geboren zijn in de periode 1993 t/m 1996. Deze inhaalcampagne loopt in 2009 en 2010. Ook de vaccinatie van 12-jarige meisjes zou in 2009 starten. Dit is in verband met de grieppandemie uitgesteld tot voorjaar 2010. Voor de HPV-vaccinatie zijn internationaal 2 vaccins geregistreerd: Cervarix en Gardasil. In Nederland is, na een Europese aanbesteding besloten om te vaccineren met Cervarix.

### Pro en contra vaccinatie
Het vaccineren van meisjes of jonge vrouwen voordat zij seksueel actief worden lijkt het meest effectief. Door deze leeftijdsgroep te vaccineren wordt de oncogene HPV-infectie bij de bron aangepakt, en zal het ontstaan van afwijkende cellen en wellicht daardoor de incidentie van baarmoederhalskanker veroorzaakt door deze types kunnen dalen. Het effect hiervan wordt echter pas over tientallen jaren zichtbaar en is op dit moment nog niet bewezen. Om één geval van baarmoederhalskanker te voorkomen moeten (in Nederland) ongeveer 200 meisjes worden gevaccineerd, zelfs aannemend dat de vaccinatie levenslange bescherming biedt (5 gevallen per duizend vrouwelijke inwoners zouden worden voorkomen, ongeveer 7 per duizend lopen de ziekte gedurende het hele leven op). Het aantal vaccinaties nodig om 1 sterfgeval te voorkomen is ongeveer 800. De kosten (ongeveer 375 euro (2009)) moeten in Nederland bovendien door de patiënt (ouder dan 16 jaar) zelf worden betaald. Een vaccinatie betekent ook niet dat het bevolkingsonderzoek op baarmoederhalskanker daarna niet meer nodig is; men kan het nog steeds krijgen. Er bestaat nog geen zekerheid over de frequentie van bijwerkingen. Tegenstanders wijzen er op dat het het hier gaat om een ziekte die weinig voorkomt (baarmoederhalskanker maakt 0,3% van de sterfte van vrouwen uit) en waarvan al jaren de incidentie daalt.
De Gezondheidsraad heeft op 1 april 2008 geadviseerd om de vaccinatie in het Rijksvaccinatieprogramma op te nemen. De eerste groep meisjes (geboren in 1993 t/m 1996) is opgeroepen voor de vaccinatie; vanaf september 2009 zouden meisjes van 12 jaar worden uitgenodigd zich te laten vaccineren. Dit is uitgesteld in verband met de grieppandemie.
Er bestaan echter nauwelijks studies die zijn uitgevoerd bij deze leeftijdsgroep (12-jarige meisjes). Op dit moment wordt er volop onderzoek gedaan naar de zogenaamde catch-up-vaccinatie waarbij wordt bestudeerd of HPV-vaccinatie ook werkzaam is bij vrouwen die in het verleden reeds in aanraking zijn gekomen met het humaan papillomavirus.
Bij vrouwen die geen aanwezige HPV-infectie hebben (en dus HPV-DNA-negatief (cervix) zijn), maar wel een HPV-infectie hebben doorgemaakt (en dus seropositief (bloed) zijn), blijkt dat de vrouwen opnieuw kunnen worden geïnfecteerd met hetzelfde HPV-type als waar zij antistoffen tegen hebben opgebouwd. Het niveau van natuurlijke bescherming blijkt dus niet voldoende om herinfecties te voorkomen. Vaccinatie van deze vrouwen blijkt wel te werken als een booster en een snellere en betere immuunrespons te geven. Door deze groep vrouwen te vaccineren zou het effect van vaccinatie op het ontstaan van laesies al eerder zichtbaar kunnen worden.
Enkel bij de groep vrouwen die zowel seropositief als HPV-DNA-positief (aanwezige HPV-infectie) zijn voor HPV-types 16 en 18 lijkt vaccinatie geen toegevoegde waarde te hebben. Vaccinatie werkt dus alleen profylactisch en niet therapeutisch.
Buiten Nederland spelen zich eveneens discussies af over het nut van deze vaccinatie. In Nederland is door de producenten een uitgebreide reclamecampagne gevoerd met artikelen in populaire bladen met hulp van bekende Nederlanders. Nog niet eerder is een nieuw vaccin zo snel geïntroduceerd in het Rijksvaccinatieprogramma als het HPV-vaccin.

### Combinatie met bevolkingsonderzoek
Indien het vaccin 100 procent effectief is tegen HPV16 en HPV18, kan circa 70 procent van de gevallen van baarmoederhalskanker voorkomen worden. De protectieve waarde van het vaccin voor laaggradige afwijkingen is ongeveer 14 tot 25 procent.
Door een mogelijk effect van kruisbescherming zou deze bescherming in de praktijk mogelijk breder kunnen blijken. Studies lopen momenteel om de mogelijke bijdrage van kruisbescherming in kaart te brengen. Aan de andere kant bestaat de mogelijkheid van typevervanging waarbij andere virussen dan HPV16 en HPV18 een groter aantal infecties gaat veroorzaken.
Hoewel het beschikbaar komen van een HPV-vaccin een belangrijke stap is in de bestrijding van baarmoederhalskanker, is er nog een aantal kanttekeningen te plaatsen. HPV-vaccinatie biedt geen 100% garantie dat baarmoederhalskanker wordt voorkomen. Bovendien is nog niet bekend hoelang vaccinatie bescherming biedt.
Vaccinatie betekent daarom ook niet dat het huidige bevolkingsonderzoek baarmoederhalskanker (het uitstrijkje) kan verdwijnen. We moeten ervan uitgaan dat nu HPV-vaccinatie in het Rijksvaccinatieprogramma is opgenomen, de screening van niet-gevaccineerde meisjes en vrouwen, maar ook van de gevaccineerde vrouwen nog tientallen jaren (mogelijk in een gewijzigde opzet) zal moeten doorgaan. Dit biedt dan ook de mogelijkheid om de effecten van vaccinatie in het echte leven te volgen. Tegenstanders wijzen er dan ook op dat dit vaccin volgens hen te snel in Nederland is ingevoerd. In onder meer Finland wordt eerst aanvullend onderzoek gedaan voor een beslissing wordt genomen over de opname in het vaccinatieprogramma.

## Therapeutische vaccinatie
Hoog risico humaan papillomavirussen infecteren in het overgangsgebied van de ecto– en endo-cervix waar de beschermende epitheellaag heel dun is. Hierdoor kan het virus gemakkelijk bij de basale cellaag komen om deze te infecteren. Als deze cellen gaan delen en differentiëren zal het virus zich kunnen vermenigvuldigen.
Na infectie worden de vroege eiwitten E1, E2, E6 en E7 in de basale cel geproduceerd. De laatste 2 eiwitten hebben een transformerende werking. Therapeutische vaccins zijn daarom gericht tegen deze vroege eiwitten. De universiteiten in Leiden en Groningen werken beide aan een eigen therapeutisch vaccin. Tot nog toe zijn deze vaccins alleen gericht tegen HPV16.
Pas later in de replicatiecyclus van het virus worden L1 en L2, de kapseleiwitten van het virus geproduceerd om de vorming van nieuwe virions mogelijk te maken. Dit is de reden dat L1 en L2 de late eiwitten genoemd worden. Aangezien een nieuwe infectie alleen kan worden voorkomen door antilichamen tegen de mantel van het virus op te roepen, is L1 als uitgangspunt genomen voor de ontwikkeling van profylactische vaccins.